# Steve Gohouri
Lohoré Steve Ulrich Gohouri (Abidjan, 8 februari 1981 – Krefeld, december 2015) was een Ivoriaans voetballer. Hij was van origine aanvaller, maar werd tijdens zijn periode bij Yverdon-Sport omgeschoold tot centrale verdediger. Gohouri was Ivoriaans international. Hij groeide op in Frankrijk en had ook een Frans paspoort.
Gohouri begon zijn carrière in Frankrijk bij CS Brétigny en maakte in 1997 de overstap naar Paris Saint-Germain. Tot een debuut in het eerste elftal kwam het niet waarop hij kortstondig bij het Israëlische Bnei Jehoeda speelde. In de zomer van 2000 vertrok hij naar Zwitserland, waar hij in zeven seizoenen tijd uitkwam voor Yverdon-Sport, Vaduz en Young Boys.
In 2007 tekende Gohouri bij Bundesliga-club Borussia Mönchengladbach. Hij had moeite om zich bij de club in de basis te spelen en werd in 2009 naar het tweede elftal gestuurd. Aan het einde van het jaar werd zijn aflopende contract niet verlengd door de club, waarna hij bij Wigan Athletic tekende, dat destijds uitkwam in de Premier League. Bij Wigan Athletic kwam Gohouri in twee seizoenen tot 46 wedstrijden. Nadien kwam hij kortstondig uit voor Maccabi Tel Aviv en Skoda Xanthi. In 2014 keerde hij terug naar Duitsland om aan de slag te gaan bij Rot-Weiß Erfurt. Na één seizoen verruilde hij Rot-Weiß Erfurt voor amateurclub TSV Steinbach.
Op 12 december 2015 werd Gohouri opgegeven als vermist. Ongeveer drie weken later, op oudejaarsavond, werd hij dood gevonden in de rivier de Rijn.

## Clubcarrière

### Jeugd
Steve Gohouri werd geboren in Treichville, een buitenwijk van de stad Abidjan. Zijn vader was majoor van de Ivoriaanse luchtmacht. Toen Gohouri vijf was gingen zijn ouders uit elkaar. Samen met zijn moeder vertrok hij vervolgens naar Frankrijk, om te gaan wonen in Saint-Michel-sur-Orge. Op 13-jarige leeftijd meldde Gohouri zich aan bij CS Brétigny, een amateurclub in de buurt.
In 1997 maakte Gohouri de overstap naar de jeugdopleiding van de Franse topclub Paris Saint-Germain, waar hij samenspeelde met Patrice Evra. Hij vestigde zich in het internaat van de club, net als vele andere jeugdspelers.

### Bnei Jehoeda
Gohouri kwam bij PSG niet tot speelminuten in het eerste elftal en vertrok halverwege het seizoen 1999/00 naar Israël om te gaan spelen bij Bnei Jehoeda. Op 5 februari 2000 maakte de aanvaller zijn eerste doelpunt voor de club in een uitwedstrijd tegen Hapoel Haifa. Een week later was hij tweemaal trefzeker tegen Beitar Jeruzalem (2-1 winst) Gohouri speelde in een halfjaar tijd 13 wedstrijden en scoorde 4 doelpunten. Bnei Jehoeda wist zich aan het einde van het seizoen ternauwernood te handhaven op het hoogste niveau.

### Zwitserse competitie
In de zomer van 2000 ging Gohouri aan de slag bij Yverdon-Sport. Hij werd in eerste instantie gehaald als aanvaller en scoorde in zijn eerste seizoen 9 doelpunten, maar kon niet voorkomen dat de club degradeerde uit de Nationalliga A. Het volgende seizoen zette trainer Gabet Chapuisat hem eens centraal in de verdediging vanwege afwezigheid van de vaste verdediger en sindsdien was dat zijn vaste positie. In januari 2003 werd Gohouri voor de rest van het seizoen verhuurd aan Bologna, maar hier kwam hij niet in actie.
De volgende zomer tekende hij bij FC Vaduz, een voetbalclub uit Liechtenstein die uitkwam in de Zwitserse Challenge League. De club eindigde het seizoen op een tweede plaats en plaatste ze zich voor de play-offs voor promotie naar het hoogste niveau. In eigen huis won Neuchâtel Xamax met 2-0. In de return in het Rheinparkstadion maakte Gohouri na ruim een half uur spelen de 2-0, maar doordat Mobulu M'Futi in de tweede helft de aansluitingstreffer maakte was het Neuchâtel dat promoveerde. Wel wist Vaduz dat jaar voor de zevende keer op rij de Liechtensteinse voetbalbeker te winnen. Gohouri scoorde in de finalewedstrijd tegen FC Balzers het vierde doelpunt in een 5-0 overwinning. Vaduz plaatste zich zodoende voor de eerste voorronde van de UEFA Cup 2004/05. In juli 2004 maakte Gohouri zijn debuut in een Europese wedstrijd tegen Longford Town. In 2005 won Gohouri met Vaduz opnieuw de nationale beker door USV Eschen/Mauren in de finale te verslaan. Aan het einde van het seizoen plaatste de club zich wederom voor barragewedstrijden, maar ditmaal was het FC Schaffhausen dat te sterk bleek.
Gohouri tekende vervolgens in september 2005 voor vier jaar bij BSC Young Boys, uitkomend in de Super League. De club betaalde circa €300.000,- voor hem aan Vaduz. Hij was echter op 20 oktober pas speelgerechtigd. Drie dagen later volgde zijn debuut in een bekerwedstrijd tegen FC La Chaux-de-Fonds (0-4 winst). Op 30 oktober volgde zijn competitiedebuut tegen Grasshoppers. Een week later was hij in een met 3-1 gewonnen wedstrijd tegen FC Schaffhausen voor het eerst trefzeker. Gohouri kwam in zijn eerste seizoen tot 25 wedstrijden (5 doelpunten) en eindigde met Young Boys op de derde plaats. Hij speelde nog een halfjaar voor Young Boys alvorens hij de club eind 2006 verliet om in Duitsland te gaan voetballen.

### Borussia Mönchengladbach

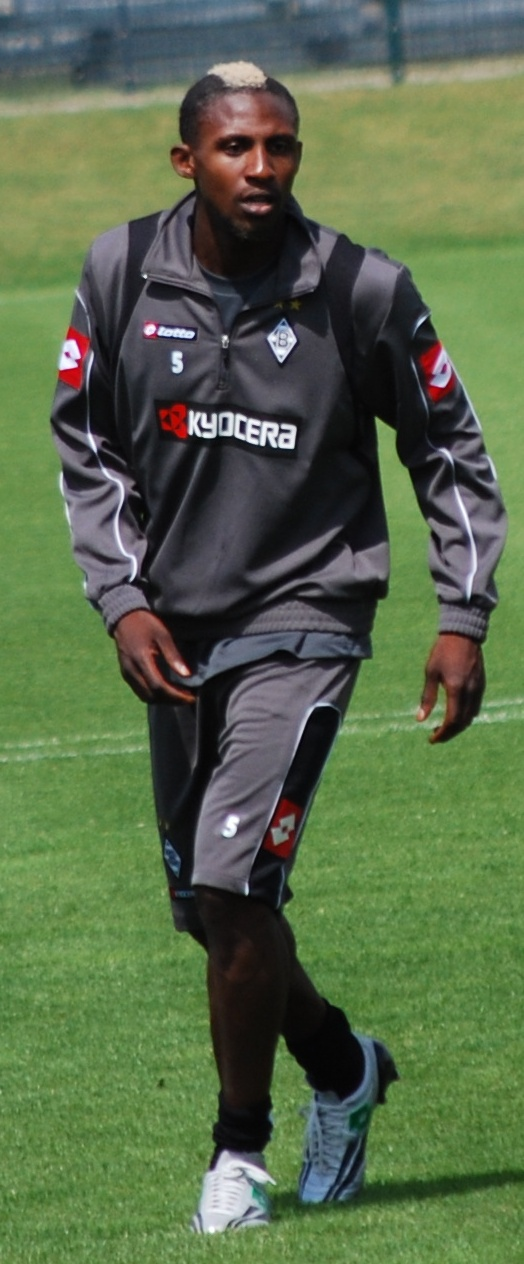
Gohouri tijdens een training in 2009

Gohouri tekende op 28 december 2006 een contract tot medio 2010 bij Borussia Mönchengladbach, dat circa €1.500.000,- voor hem betaalde aan Young Boys. Gohouri maakte op 27 januari zijn debuut in de Bundesliga in een wedstrijd tegen Energie Cottbus. Mönchengladbach eindigde het seizoen op de laatste plaats en degradeerde naar de 2. Bundesliga. Het volgende seizoen, waarin Gohouri 17 competitiewedstrijden speelde, werd Mönchengladbach kampioen en keerde zodoende terug op het hoogste niveau.
Gohouri miste de start van het seizoen 2008/09 vanwege een opgelopen bovenbeenblessure. In september 2008 werd hij door de Nederlandse trainer Jos Luhukay naar het tweede elftal gestuurd nadat hij tijdens de blessure verschillende afspraken met de medische staf van de club niet had bijgewoond. Aan het einde van de maand keerde hij terug in de hoofdmacht in een wedstrijd tegen Hamburger SV. Op 17 oktober 2008 maakte Gohouri zijn eerste doelpunt voor Die Fohlen, toen hij in een wedstrijd tegen VfL Bochum (2-2) na een half uur spelen een voorzet van Marko Marin binnenkopte. Diezelfde week liep hij echter een spierscheuring op, welke hem ruim een halve maand aan de kant hield. Op 29 november 2008 maakte Gohouri zijn tweede treffer in dienst van de Duitse club. Desondanks verloor Borussia Mönchengladbach met 1-3 van Energie Cottbus. Door aanhoudend blessureleed speelde Gohouri dat seizoen slechts 15 wedstrijden.
In het volgende seizoen werd hij in het tweede elftal ingedeeld. Hij speelde drie wedstrijden mee tegen respectievelijk SC Verl, Rot-Weiss Essen en Preußen Münster alvorens in december 2009 zijn contract werd ontbonden.

### Wigan Athletic
Gohouri tekende na een succesvolle stage op 12 januari 2010 een contract tot het einde van het seizoen bij Wigan Athletic, dat destijds uitkwam in de Premier League. Hij maakte zijn eerste doelpunt voor Wigan op 3 mei 2010 tegen Hull City. De gelijkmaker in blessuretijd bracht de stand op 2-2 en zorgde ervoor dat Hull definitief gedegradeerd was. Supporters van Wigan renden na het doelpunt het veld op om het te vieren.
Gohouri verlengde een week later zijn contract tot medio 2012. In het seizoen 2010/11 speelde hij 28 officiële duels en maakte 1 doelpunt. Dit was in een wedstrijd tegen Liverpool op 12 februari, toen hij na 64 minuten de 1-1 op het scorebord zette, wat tevens de eindstand was. Zijn prestaties werden beloond door middel van een contractverlenging, welke hem tot de zomer van 2013 aan de club verbond. Het seizoen 2011/12 verliep echter minder succesvol voor Gohouri. Na de competitiestart gemist te hebben door een blessure, speelde hij op 24 september 2011 zijn eerste wedstrijd van het seizoen tegen Tottenham Hotspur. In de wedstrijd werd Gohouri het veld uitgestuurd nadat hij halverwege de tweede helft zijn tweede gele kaart kreeg. Hij kwam uiteindelijk tot tien competitieoptredens maar belandde halverwege het seizoen op een zijspoor bij Wigan en kwam in de tweede seizoenshelft niet in actie in het eerste elftal. Aan het einde van het seizoen werd zijn aflopende contract niet verlengd.

### Maccabi Tel Aviv
Op 28 augustus 2012 tekende Gohouri een contract tot medio 2013 met een optie voor een extra seizoen bij het Israëlische Maccabi Tel Aviv. De Ivoriaan werd gehaald door Jordi Cruijff, destijds technisch directeur van de club. Op 15 september maakte Gohouri zijn debuut in de Ligat Ha'Al in een wedstrijd tegen Hapoel Haifa (3-1 winst). Hij kwam een kwartier voor tijd binnen de lijnen. Op 14 januari 2013 maakte hij zijn enige doelpunt in dienst van de club. Gohouri opende na 5 minuten de score in een met 5-0 gewonnen wedstrijd tegen Hapoel Beër Sjeva. Na deze wedstrijd maakte hij bekend dat hij na de volgende wedstrijd tegen MS Asjdod de club zou gaan verlaten. Op 20 januari maakte Maccabi Tel Aviv het nieuws via de officiële kanalen bekend.

### Skoda Xanthi
Op 29 juni 2013 tekende Gohouri een contract bij het Griekse Skoda Xanthi. Hij debuteerde voor de club op 25 juli 2013 in een Europa League-wedstrijd tegen Linfield FC. Gohouri begon in de basis en speelde 98 minuten mee. Xanthi scoorde in de verlenging via Marcelinho en won het tweeluik op basis van uitdoelpunten. Op 17 augustus volgde zijn debuut in de Super League in de seizoensopener tegen PAOK Saloniki. Hij speelde de volledige wedstrijd. Een week later kwam hij tegen Panthrakikos in de blessuretijd binnen de lijnen. Hierna speelde Gohouri echter geen minuut meer voor de club. In september 2013 werd zijn contract ontbonden.

### Terugkeer naar Duitsland
Gohouri keerde vervolgens terug naar Duitsland en ging wonen in Düsseldorf. Hij zat een jaar zonder club. Eind september 2014 ging hij op stage bij Rot-Weiß Erfurt, destijds uitkomend in de 3. Liga. Hij wist de technische staf te overtuigen en tekende op 11 oktober een contract tot het einde van het kalenderjaar met een optie voor een extra halfjaar. In december 2014 werd deze optie gelicht en kwam hij tot medio 2015 vast te liggen.
Op 3 december 2015 tekende Gohouri bij amateurclub TSV Steinbach. Twee dagen later maakte hij zijn debuut in de laatste wedstrijd voor de winterstop tegen 1.FC Saarbrücken.

## Interlandcarrière
Gohouri maakte op 16 augustus 2006 onder bondscoach Gérard Gili zijn debuut in het Ivoriaans voetbalelftal in een vriendschappelijke interland tegen Senegal. In maart 2007 scoorde hij zijn eerste twee doelpunten in een oefeninterland tegen Mauritius (5-0 winst). Gohouri nam met Ivoorkust deel aan de Afrika Cup 2008 en het WK 2010. Op laatstgenoemd toernooi kwam hij echter niet in actie. Hij speelde van 2006 tot en met 2011 in totaal dertien interlands.

#### Gespeelde interlands
| Interlands van Steve Gohouri voor Ivoorkust | Interlands van Steve Gohouri voor Ivoorkust | Interlands van Steve Gohouri voor Ivoorkust | Interlands van Steve Gohouri voor Ivoorkust | Interlands van Steve Gohouri voor Ivoorkust | Interlands van Steve Gohouri voor Ivoorkust |
| No.                                         | Datum                                       | Wedstrijd                                   | Uitslag                                     | Competitie                                  | Goals                                       |
| Als speler bij BSC Young Boys               | Als speler bij BSC Young Boys               | Als speler bij BSC Young Boys               | Als speler bij BSC Young Boys               | Als speler bij BSC Young Boys               | Als speler bij BSC Young Boys               |
| ------------------------------------------- | ------------------------------------------- | ------------------------------------------- | ------------------------------------------- | ------------------------------------------- | ------------------------------------------- |
| 1                                           | 16 augustus 2006                            | Senegal – Ivoorkust                         | 1 – 0                                       | Vriendschappelijk                           |                                             |
| 2                                           | 8 oktober 2006                              | Ivoorkust – Gabon                           | 5 – 0                                       | Kwalificatie Afrika Cup 2008                |                                             |
| 3                                           | 15 november 2006                            | Zweden – Ivoorkust                          | 0 – 1                                       | Vriendschappelijk                           |                                             |
| Als speler bij Borussia Mönchengladbach     |                                             |                                             |                                             |                                             |                                             |
| 4                                           | 6 februari 2007                             | Ivoorkust – Guinee                          | 1 – 0                                       | Vriendschappelijk                           |                                             |
| 5                                           | 21 maart 2007                               | Mauritius – Ivoorkust                       | 0 – 3                                       | Vriendschappelijk                           | 75' 90'                                     |
| 6                                           | 25 maart 2007                               | Madagaskar – Ivoorkust                      | 0 – 3                                       | Kwalificatie Afrika Cup 2008                | 28'                                         |
| 7                                           | 17 oktober 2007                             | Oostenrijk – Ivoorkust                      | 3 – 2                                       | Vriendschappelijk                           |                                             |
| 8                                           | 12 januari 2008                             | Koeweit – Ivoorkust                         | 0 – 2                                       | Vriendschappelijk                           |                                             |
| 9                                           | 21 januari 2008                             | Nigeria – Ivoorkust                         | 0 – 1                                       | Afrika Cup 2008                             |                                             |
| 10                                          | 25 januari 2008                             | Ivoorkust – Benin                           | 4 – 1                                       | Afrika Cup 2008                             |                                             |
| 11                                          | 11 februari 2009                            | Turkije – Ivoorkust                         | 1 – 1                                       | Vriendschappelijk                           |                                             |
| Als speler bij Wigan Athletic FC            |                                             |                                             |                                             |                                             |                                             |
| 12                                          | 8 februari 2011                             | Ivoorkust – Mali                            | 1 – 0                                       | Vriendschappelijk                           |                                             |
| 13                                          | 27 maart 2011                               | Ivoorkust – Benin                           | 2 – 1                                       | Kwalificatie Afrika Cup 2012                |                                             |

N.B.: De vriendschappelijke wedstrijd tegen Israël is niet opgenomen in de lijst.

## Vermissing en dood
De 34-jarige Gohouri werd op 12 december 2015 opgegeven als vermist. Hij was een dag eerder voor het laatst gezien op het kerstfeest van zijn club TSV Steinbach. Hij zou hierna op familiebezoek gaan in Parijs, maar is hier nooit aangekomen. Op 31 december werd door de Duitse politie een lijk gevonden in de Rijn nabij Düsseldorf. Twee dagen later bevestigde de politie van Düsseldorf dat het om het lichaam van Steve Gohouri ging. De voetbalwereld reageerde geschokt op het overlijden en meerdere voetballers deelden via sociale media hun medeleven.
In het nieuws verschenen nadien verschillende theorieën over Gohouri's doodsoorzaak, maar een bewijs werd nooit gevonden. Uit nader onderzoek kwam naar voren dat verdrinking de doodsoorzaak was. Na enkele weken werd het politieonderzoek gesloten. Gohouri werd begraven in zijn geboorteplaats Abidjan.